# Sassey-sur-Meuse
Pour les articles homonymes, voir Sassey (homonymie).
Sassey-sur-Meuse est une commune française située dans le département de la Meuse, en région Grand Est.

## Géographie

### Communes limitrophes
| Mont-devant-Sassey |                  | Mouzay           |
|                    | Sassey-sur-Meuse | Milly-sur-Bradon |
| Doulcon            | Dun-sur-Meuse    |                  |

### Hydrographie
La commune est dans le bassin versant de la Meuse au sein du bassin Rhin-Meuse. Elle est drainée par la Meuse, le canal de l'Est Branche-Nord, le ruisseau de Bradon, le ruisseau des Gaules, le ruisseau de Mont et le ruisseau de Longvaux,.
La Meuse, d'une longueur de 486 km, est un fleuve européen qui prend sa source en France, dans la commune du Châtelet-sur-Meuse, à 409 mètres d'altitude, et se jette dans la mer du Nord après un cours long d'approximativement 950 kilomètres traversant la France, la Belgique et les Pays-Bas. 
Le canal de l'Est Branche-Nord, d'une longueur de 141 km, est un chenal et un cours d'eau naturel navigable qui relie Givet à Troussey, où il rejoint le canal de la Marne au Rhin. 

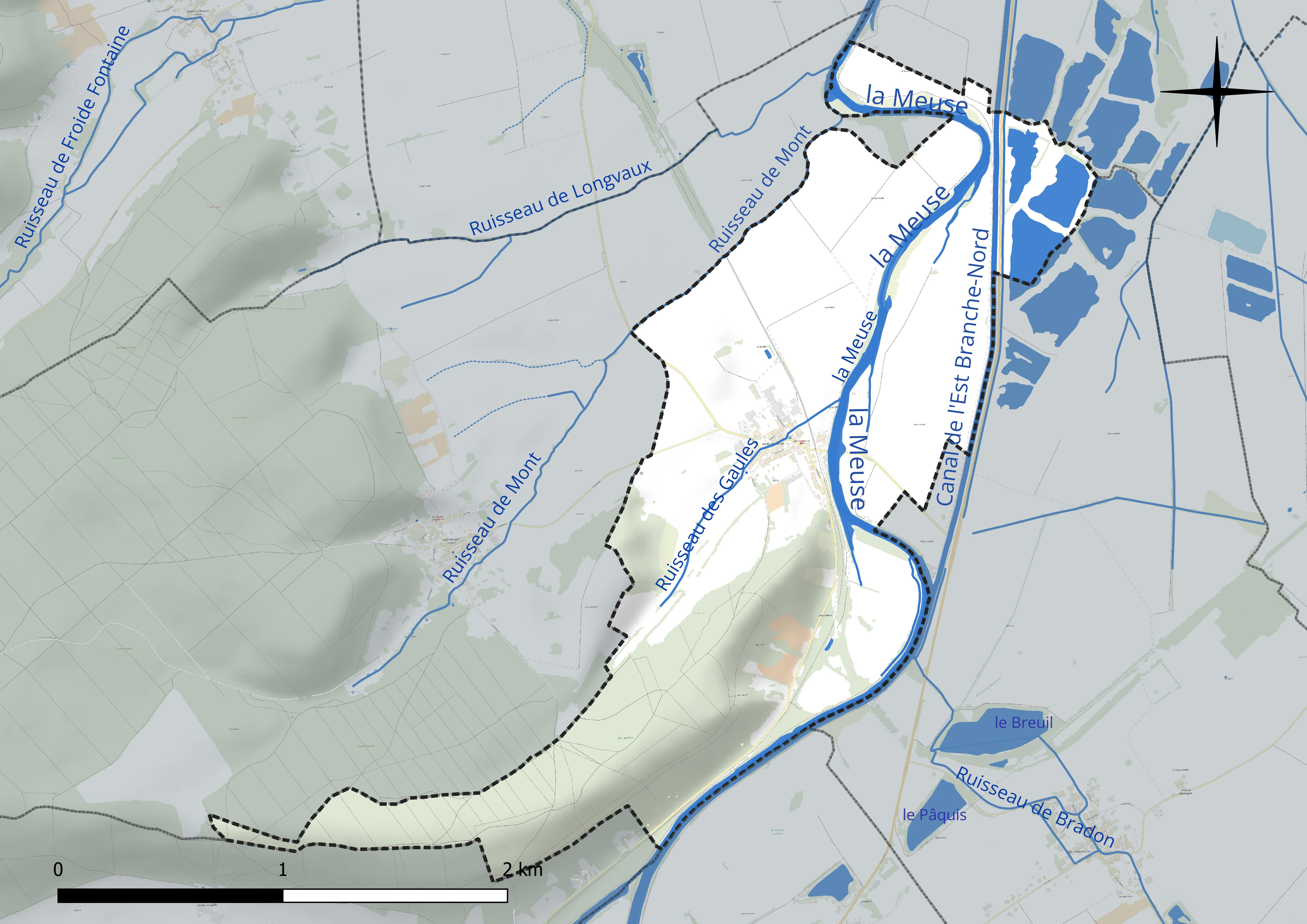
Réseau hydrographique de Sassey-sur-Meuse.

### Climat
Pour des articles plus généraux, voir Climat du Grand Est et Climat de la Meuse.
En 2010, le climat de la commune est de type climat de montagne, selon une étude du Centre national de la recherche scientifique s'appuyant sur une série de données couvrant la période 1971-2000. En 2020, Météo-France publie une typologie des climats de la France métropolitaine dans laquelle la commune est exposée à un climat océanique altéré et est dans la région climatique  Lorraine, plateau de Langres, Morvan, caractérisée par un hiver rude (1,5 °C), des vents modérés et des brouillards fréquents en automne et hiver. 
Pour la période 1971-2000, la température annuelle moyenne est de 10 °C, avec une amplitude thermique annuelle de 16 °C. Le cumul annuel moyen de précipitations est de 935 mm, avec 13,9 jours de précipitations en janvier et 9,6 jours en juillet. Pour la période 1991-2020, la température moyenne annuelle observée sur la station météorologique de Météo-France la plus proche, « Mouzay », sur la commune de Mouzay à 6 km à vol d'oiseau, est de 10,6 °C et le cumul annuel moyen de précipitations est de 789,5 mm. 
La température maximale relevée sur cette station est de 40,4 °C, atteinte le 24 juillet 2019 ; la température minimale est de −15,3 °C, atteinte le 20 décembre 2009,,. 
Les paramètres climatiques de la commune ont été estimés pour le milieu du siècle (2041-2070) selon différents scénarios d'émission de gaz à effet de serre à partir des nouvelles projections climatiques de référence DRIAS-2020. Ils sont consultables sur un site dédié publié par Météo-France en novembre 2022.

## Urbanisme

### Typologie
Au 1er janvier 2024, Sassey-sur-Meuse est catégorisée commune rurale à habitat dispersé, selon la nouvelle grille communale de densité à sept niveaux définie par l'Insee en 2022.
Elle est située hors unité urbaine et hors attraction des villes,.

### Occupation des sols
L'occupation des sols de la commune, telle qu'elle ressort de la base de données européenne d’occupation biophysique des sols Corine Land Cover (CLC), est marquée par l'importance des territoires agricoles (69,5 % en 2018), en diminution par rapport à 1990 (72,7 %). La répartition détaillée en 2018 est la suivante : 
prairies (53,3 %), forêts (25,2 %), terres arables (12,9 %), eaux continentales (5,3 %), zones agricoles hétérogènes (3,3 %). L'évolution de l’occupation des sols de la commune et de ses infrastructures peut être observée sur les différentes représentations cartographiques du territoire : la carte de Cassini (XVIIIe siècle), la carte d'état-major (1820-1866) et les cartes ou photos aériennes de l'IGN pour la période actuelle (1950 à aujourd'hui).

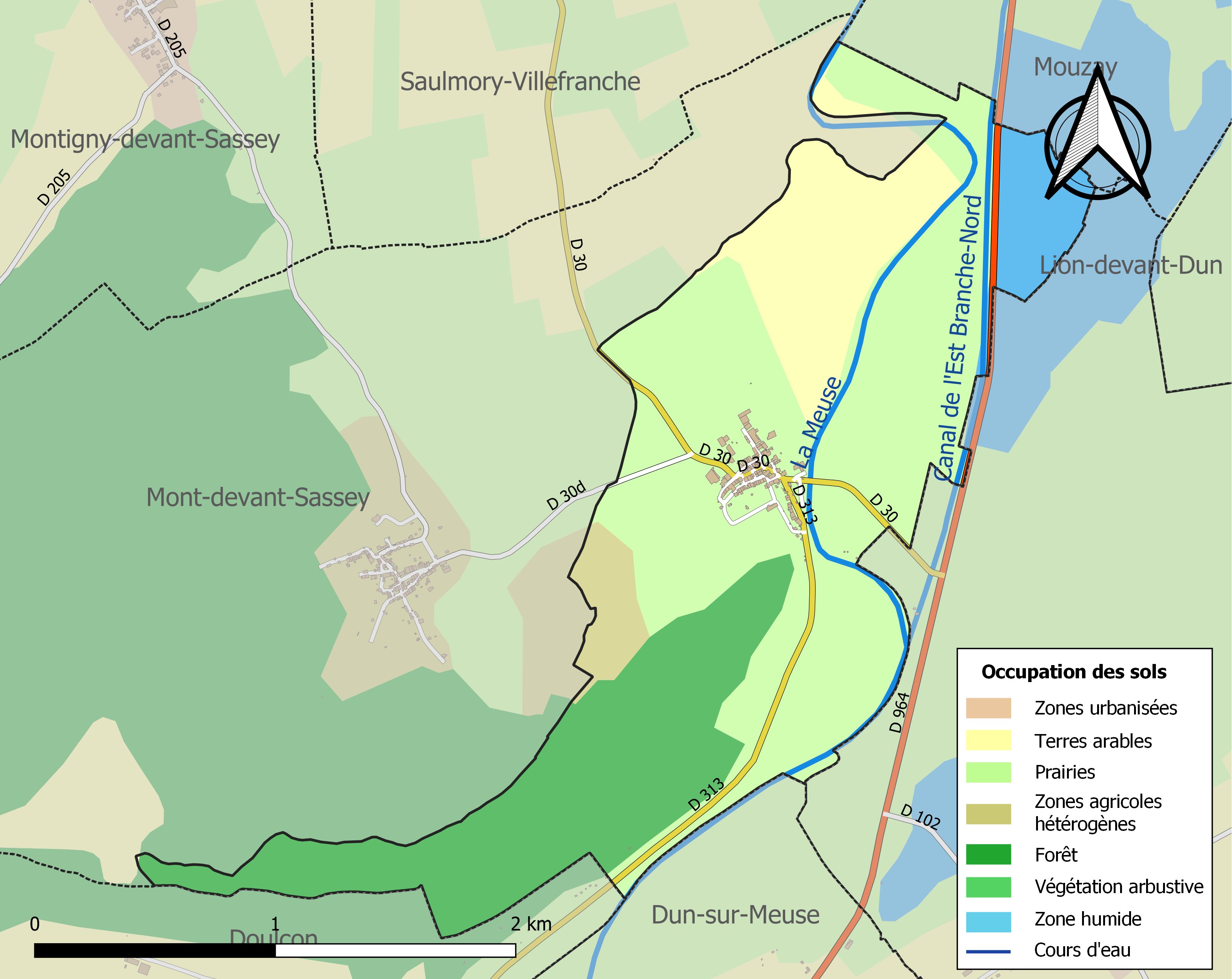
Carte des infrastructures et de l'occupation des sols de la commune en 2018 (CLC).

## Toponymie
Le nom de la localité est attesté sous les formes Sasleium (1049) ; Saceium (1105) ; Sassum (1107) ; Sacey (1215) ; Sassey (1285) ; Cessey (1571) ; Sasseye (1583) ; Sassay (1700) ; Sascey (1756).

Par arrêté préfectoral du 24.02.1922 , Sassey prend le nom de Sassey-sur-Meuse ( J.O. , 1922 , 3 , 2622 ).
La Meuse, Maas ; en wallon, Moûse ; en latin Mosa est un fleuve européen qui prend sa source en France et se jette dans la mer du Nord après un cours traversant la France, la Belgique et les Pays-Bas

## Politique et administration
| Période                                  | Période                      | Identité                                             | Étiquette | Qualité |
| ---------------------------------------- | ---------------------------- | ---------------------------------------------------- | --------- | ------- |
| Les données manquantes sont à compléter. |                              |                                                      |           |         |
| avant 1988                               | mars 2008                    | Yvon Brunvarlet                                      |           |         |
| mars 2008                                | mars 2014                    | Thierry Jacquet                                      |           |         |
| mars 2014                                | En cours (au 6 juillet 2020) | Marie Noëlle Baudier Réélue pour le mandat 2020-2026 |           |         |

## Population et société

### Démographie

#### Évolution démographique
L'évolution du nombre d'habitants est connue à travers les recensements de la population effectués dans la commune depuis 1793. Pour les communes de moins de 10 000 habitants, une enquête de recensement portant sur toute la population est réalisée tous les cinq ans, les populations de référence des années intermédiaires étant quant à elles estimées par interpolation ou extrapolation. Pour la commune, le premier recensement exhaustif entrant dans le cadre du nouveau dispositif a été réalisé en 2004.

En 2022, la commune comptait 89 habitants, en évolution de −18,35 % par rapport à 2016 (Meuse : −4,4 %, France hors Mayotte : +2,11 %).
| 1793 | 1800 | 1806 | 1821 | 1831 | 1836 | 1841 | 1846 | 1851 |
| ---- | ---- | ---- | ---- | ---- | ---- | ---- | ---- | ---- |
| 280  | 270  | 322  | 331  | 338  | 354  | 347  | 337  | 369  |

| 1856 | 1861 | 1866 | 1872 | 1876 | 1881 | 1886 | 1891 | 1896 |
| ---- | ---- | ---- | ---- | ---- | ---- | ---- | ---- | ---- |
| 324  | 318  | 335  | 342  | 337  | 338  | 320  | 303  | 292  |

| 1901 | 1906 | 1911 | 1921 | 1926 | 1931 | 1936 | 1946 | 1954 |
| ---- | ---- | ---- | ---- | ---- | ---- | ---- | ---- | ---- |
| 274  | 262  | 221  | 217  | 195  | 188  | 193  | 173  | 170  |

| 1962 | 1968 | 1975 | 1982 | 1990 | 1999 | 2004 | 2006 | 2009 |
| ---- | ---- | ---- | ---- | ---- | ---- | ---- | ---- | ---- |
| 150  | 147  | 126  | 119  | 118  | 99   | 112  | 118  | 108  |

| 2014 | 2019 | 2022 | - | - | - | - | - | - |
| ---- | ---- | ---- | - | - | - | - | - | - |
| 109  | 90   | 89   | - | - | - | - | - | - |

#### Pyramide des âges
La population de la commune est relativement jeune.
En 2018, le taux de personnes d'un âge inférieur à 30 ans s'élève à 35,6 %, soit au-dessus de la moyenne départementale (32,4 %). À l'inverse, le taux de personnes d'âge supérieur à 60 ans est de 31,1 % la même année, alors qu'il est de 29,6 % au niveau départemental.
En 2018, la commune comptait 53 hommes pour 43 femmes, soit un taux de 55,21 % d'hommes, largement supérieur au taux départemental (49,51 %).
Les pyramides des âges de la commune et du département s'établissent comme suit.
| Hommes | Classe d’âge | Femmes |
| ------ | ------------ | ------ |
| 2,0    | 90 ou +      | 0,0    |
| 10,0   | 75-89 ans    | 7,5    |
| 20,0   | 60-74 ans    | 22,5   |
| 12,0   | 45-59 ans    | 22,5   |
| 18,0   | 30-44 ans    | 15,0   |
| 16,0   | 15-29 ans    | 20,0   |
| 22,0   | 0-14 ans     | 12,5   |

| Hommes | Classe d’âge | Femmes |
| ------ | ------------ | ------ |
| 0,8    | 90 ou +      | 2,2    |
| 7,6    | 75-89 ans    | 11     |
| 20,2   | 60-74 ans    | 20,5   |
| 20,6   | 45-59 ans    | 20     |
| 17,4   | 30-44 ans    | 16,8   |
| 16,7   | 15-29 ans    | 13,6   |
| 16,8   | 0-14 ans     | 15,8   |

## Culture locale et patrimoine

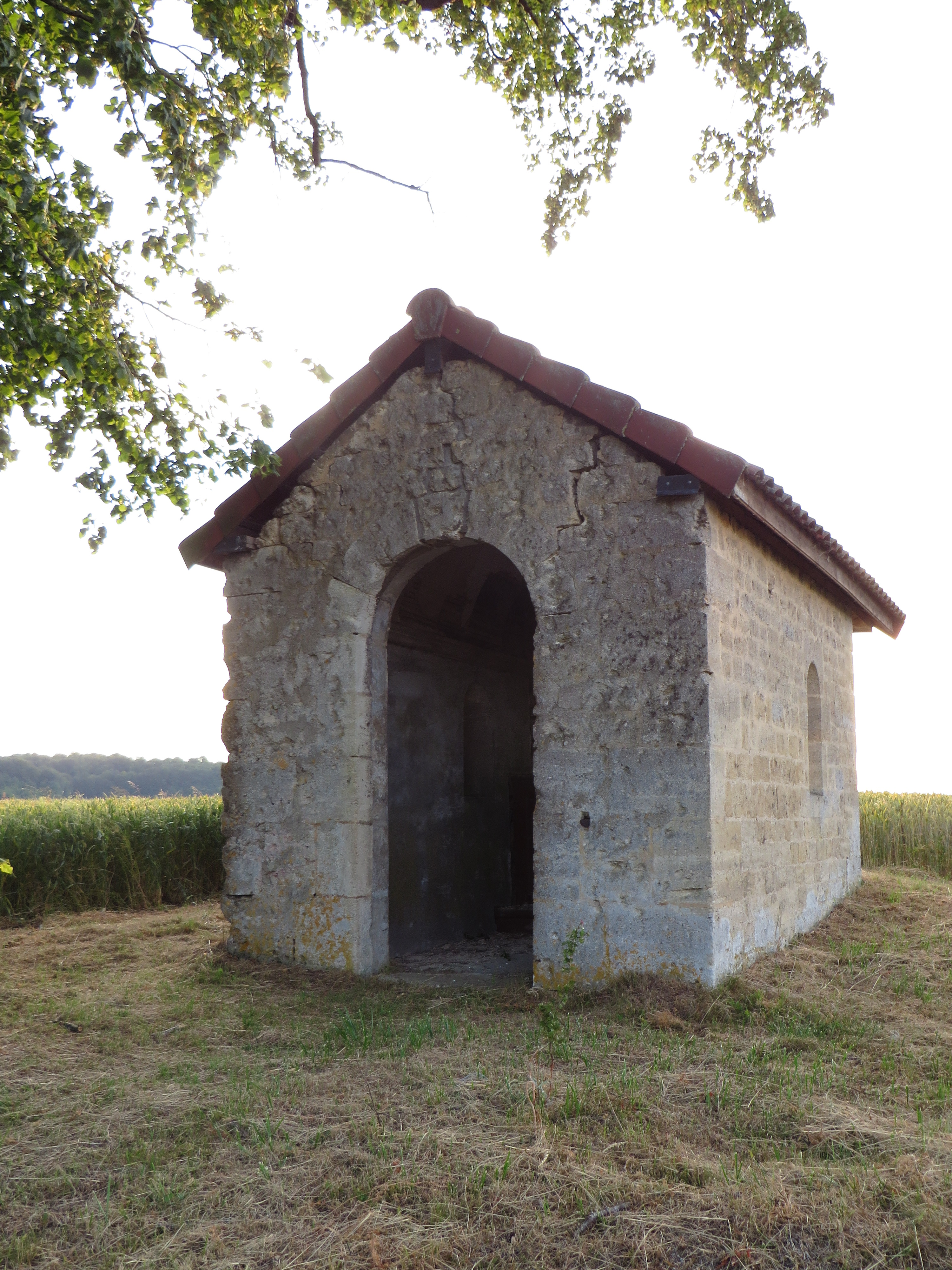
Oratoire.

### Lieux et monuments
- L'église Saint-Germain, reconstruite en 1757.
- L'oratoire Notre-Dame-de-la-Salette, construit en 1880[réf. nécessaire].
- Le barrage à aiguilles construit aux alentours de 1870.

### Héraldique, logotype et devise
| Blason de Sassey-sur-Meuse | Blason  | D'azur au temple d'argent accompagné en chef de deux croisettes recroisetées au pied fiché d'or et en pointe d'un pont à cinq arches du même. |
| Blason de Sassey-sur-Meuse | Détails | Création Robert A. Louis et Dominique Lacorde. Adopté le 27 janvier 2017.                                                                     |